# Parafia św. Stanisława BM w Pustyni
Parafia św. Stanisława BM w Pustyni – parafia rzymskokatolicka, należąca do diecezji tarnowskiej, do dekanatu Dębica Wschód.
Do parafii należą miejscowości Pustynia, Kędzierz, Kozłów oraz część miasta Dębica z ulicami: Mościckiego, Metalowców, Sandomierska, Świętosława i Wierzbowa.

## Historia parafii
Jan Długosz w napisanym przez siebie Żywocie Św. Stanisława wspomina Pustynię jako miejsce noclegu biskupa Stanisława udającego się do sąsiedniej Brzeźnicy, aby tam dokonać poświęcenia kościoła. Na pamiątkę tego noclegu kardynał Zbigniew Oleśnicki, biskup krakowski polecił, aby w Pustyni został wybudowany kościół. W 1661 roku stanął tu kościół, jednonawowy, drewniany, konstrukcji zrębowej, oszalowany, kryty blachą. Obecnie służy on parafii jako kaplica pogrzebowa na miejscowym cmentarzu w Kozłowie.
Ponieważ przed II wojną światową i zaraz po wojnie w Pustyni rozwijał się przemysł metalowy, zaczęło przybywać coraz więcej ludzi z okolicznych miejscowości, którzy na miejscu zaczęli się osiedlać. Z tego powodu zaistniała potrzeba posługi duszpasterskiej w kościele w Pustyni. By zaradzić tym potrzebom w 1958 r. biskup tarnowski Jan Stepa tworzy w Pustyni rektorat przynależny do parafii św. Jadwigi w Dębicy. Duszpasterzem tej placówki zostaje ks. Ludwik Motyka, a po pół roku zastępuje go ks. Antoni Przeklasa. 6 grudnia 1980 bp Jerzy Ablewicz tworzy w Pustyni parafię. Jej pierwszym proboszczem zostaje ks. Przeklasa, który buduje plebanię i planuje budowę nowego kościoła, jednocześnie gromadząc na ten cel potrzebne materiały.
Jego marzenie o budowie kościoła zrealizował następca ks. Józef Leśniowski – proboszcz parafii Pustynia w latach 1983–1991. Kościół parafialny wybudowano w latach 1984–1986 według projektu Olgierda Wójcika i Józefa Argasińskiego. Kamień węgielny poświęcił i wmurował bp Jerzy Ablewicz 24 czerwca 1984 r. Budowę zwieńczono poświęceniem kościoła 30 marca 1986 r. przez bpa Piotra Bednarczyka, a konsekracja odbyła się 19 października 1986 r. również pod jego przewodnictwem. Wnętrze kościoła jest zaprojektowane według koncepcji Jacka Charzewskiego, prace w marmurze wykonał Tadeusz Bieda, prace stolarskie Jan Pawlik, a malarskie Antoni Florek.
Po ośmiu latach służby w parafii Pustynia ks. Józef Leśniowski został przeniesiony do Dębicy, a jego następcą w 1991 roku został ks. Kazimierz Gołas, który sprawował funkcję proboszcza aż do przejścia na emeryturę w 2019 roku.
Od 2019 roku proboszczem parafii jest ks. mgr Krzysztof Duda.